# Göran Hoppe
Göran Hoppe, född 1946, professor i kulturgeografi vid Uppsala universitet. Forskar kring estlandssvensk kulturhistoria. Ledamot av Nationalkommittén för geografi i Kungliga Vetenskapsakademien, som han är ledamot av sedan 2004. Han är son till professor Gunnar Hoppe. 